# Robert Mircea
Robert Gino Mircea (Costanza, 9 agosto 1999) è un bobbista e sollevatore rumeno naturalizzato italiano.

## Biografia
È nato e cresciuto in Romania ed emigrato in Italia con la sua famiglia nel 2009. È residente a Corbetta.
Ha praticato il sollevamento pesi vincendo due volte i campionati italiani del 2020 e 2021 nella categoria dei 96 kg.
Ha ottenuto la cittadinanza italiana il 27 gennaio 2022, in tempo per rappresentare l'Italia ai Giochi olimpici invernali di Pechino 2022 nel bob.